# Christian Knees
Christian Knees (Bonn, 5 de março de 1981) é um ciclista alemão.
Fez seu estreia profissional em 2004. Em 2011 alinhou pela equipa britânico Sky Procycling, permanecendo nele até sua retirada em 2020.

## Palmarés
- 2001
  - 1 etapa do FBD Insurance Rás

- 2001
  - 1 etapa do Tour de Thüringe

- 2002
  - 1 etapa do Tour de Thüringe

- 2006
  - Volta a Colónia

- 2007

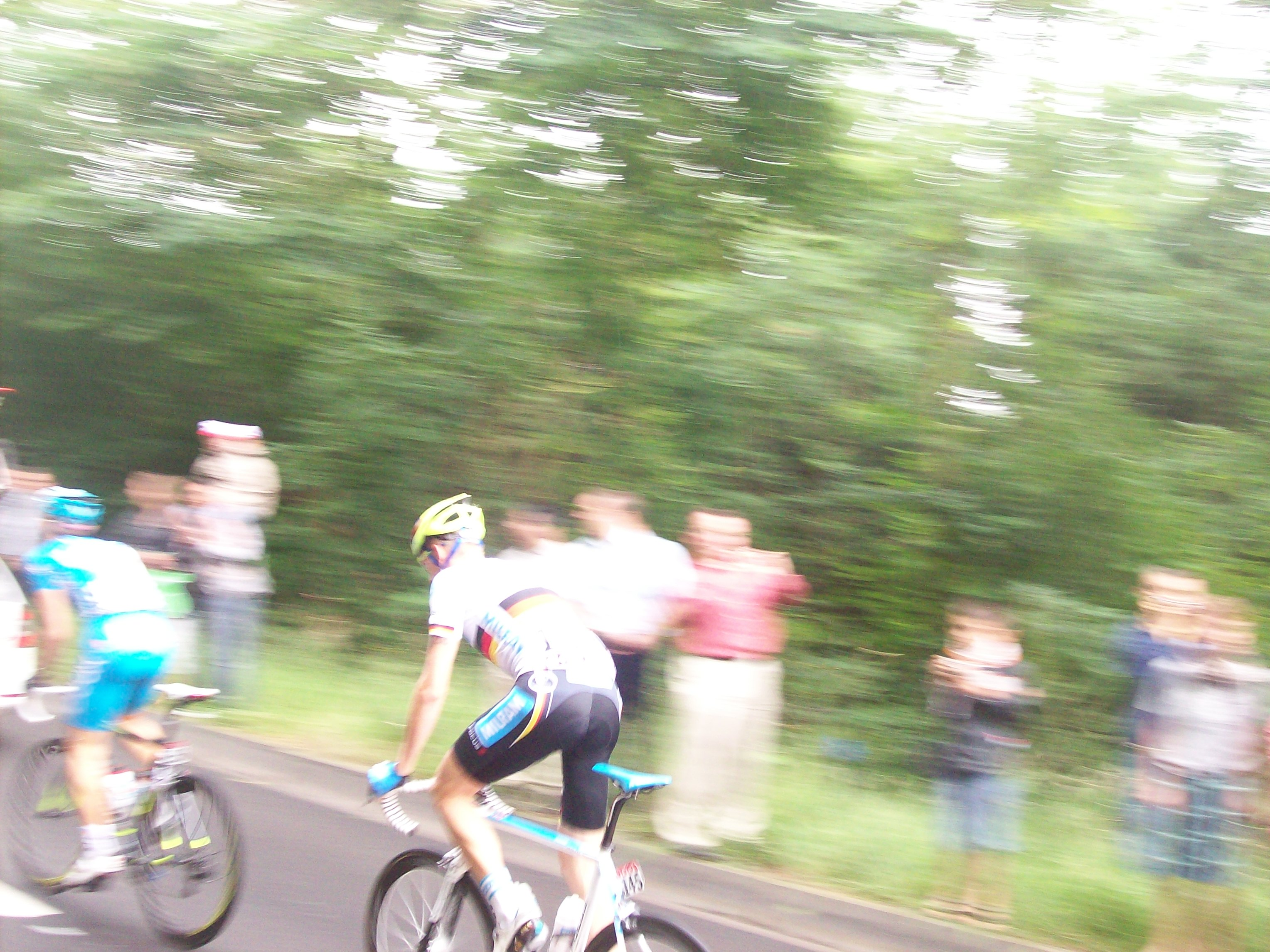
Christian Knees no pelotão, vestido com o maillot de Alemanha na segunda etapa do Tour de France de 2010

  - 3.º no Campeonato da Alemanha em Estrada

- 2008
  - Copa da Alemanha
  - Volta à Baviera

- 2010
  - Campeonato da Alemanha em Estrada

## Resultados em Grandes Voltas e Campeonatos do Mundo
| Corrida            | Corrida            | 2004 | 2005 | 2006  | 2007 | 2008 | 2009 | 2010 | 2011  | 2012 | 2013 | 2014 | 2015 | 2016  | 2017  | 2018 | 2019 | 2020 |
| ------------------ | ------------------ | ---- | ---- | ----- | ---- | ---- | ---- | ---- | ----- | ---- | ---- | ---- | ---- | ----- | ----- | ---- | ---- | ---- |
|                    | Giro d'Italia      | —    | —    | 73.º  | 72.º | —    | —    | —    | —     | —    | 60.º | —    | —    | 66.º  | —     | 91.º | 96.º | —    |
|                    | Tour de France     | —    | —    | 102.º | 47.º | 27.º | 19.º | 91.º | 64.º  | 82.º | —    | —    | —    | —     | 144.º | —    | —    | —    |
|                    | Volta a Espanha    | —    | —    | —     | —    | —    | 43.º | —    | —     | —    | 79.º | Ab.  | 91.º | 124.º | 124.º | —    | —    | —    |
| Mundial em Estrada | Mundial em Estrada | —    | —    | 99.º  | Ab.  | Ab.  | Ab.  | 29.º | 131.º | 80.º | —    | Ab.  | Ab.  | —     | —     | —    | —    | —    |

—: não participa

Ab.: abandono